# Prasocuris vittata
Prasocuris vittata är en skalbaggsart som först beskrevs av Olivier 1807.  Prasocuris vittata ingår i släktet Prasocuris och familjen bladbaggar. Inga underarter finns listade i Catalogue of Life.